# Chitimacha
Chitimacha (Pántchpinunkansh, Pántch-pinunkansh), pleme američkih Indijanaca porodice Chitimachan, naseljeno na delti rijeke Mississippi u Louisiani, a danas na rezervatu Chitimacha,  blizu Charentona. 
Čitimače su jedno od najjačih plemena sjeverno od Zaljeva (Gulfa) što su živjela zapadno od Floride. Njihovo područje nalazilo se oko jezera Grand Lake na jugu današnje Louisiane, a populacija im je procijenjena na nekih 3,000 u domorodačko doba (točnije 1650). Broj im se kasnije zbog ratova smanjuje (12 godina bili su u ratu s Francuzima), a najmanje ih je popisano 1930, svega 51. U novom tisućljeću ima ih oko 700, dio je naseljen na rezervatu Chitimacha kod Charentona, a dio je konfederiran u Biloxi-Chitimacha Confederation of Muskogees u župama Lafourche i Terrebonne, koja je nastala od nadvladanih plemena Biloxi, Chitimacha, Choctaw, Acolapissa i Atakapa.

## Ime
Ime chitimacha dolazi od Choctawskog chutimasha: chúti, ='cooking pot', i  másha 'they possess': `they have cooking vessels' ili `they have cooking pots', odnosno  "those who have pots." Ovo ime javlja se u još nekoliko sličnih varijanti.

## Jezik
Jezik chitimacha srodan je onim jezicima kojima su se služila plemena Washa i Chawasha, a klasificiraju se porodici Chitimachan. Jezici porodice Chitimachan su zajedno s Attacapan i Tonikan jezicima prije klasificirani kao skupine jezične porodice Tonikan. -Svi ovi jezici su nestali.

## Sela
Swanton navodi sljedeća sela Chitimacha: 
- Ama'tpan na'mu, dva sela:

(1) 3 milje istočno od Charentona na Bayou Teche
(2) na istočnoj strani Grand Lake nasuprot Charentona.
- Grosse Tête na'mu, 2 milje od sela Plaquemine.
- Hi'pinimsh na'mu, na Fausse Pointe na zapadnoj strani Grand Lake, nlizu Bayou Gosselin.
- Ka'me naksh tcat na'mu, na Bayou du Plomb, blizu Bayou Chêne, 18 milja sjeverno od Charentona.
- Ku'shuh na'mu, na jezeru Lake Mingaluak, blizu Bayou Chêne.
- Na'mu ka'tsi,  Bayou Chêne village, župa St. Martin's.
- Ne'kun tsi'snis, nasuprot Ile aux Oiseaux, na Lac de la Fausse Pointe.
- Ne Pinu'nsh, na Bayou Teche, 2 milje zapadno od Charentona.
- Oku'nkiskin, na Bayou La Teche.
- Shatshnish, u Jeanerette.
- She'ti na'mu, na Grand River zapadno od Plaquemine.
- Sho'ktangi ha'ne hetci'nsh (Shoktangihanehetchinsh), na južnoj strani Graine à Volée Inlet, Grand Lake.
- Tca'ti kuti'ngi na'mu, tamo gdje se sastaju Bayou Teche i Atchafalaya Bayou.
- Tcat kasi'tunshki, na mjestu današnjeg Charentona.
- Tsa'htsinshup na'mu,  Plaquemine village, na Bayou des Plaquemines blizu Grand Rivera.
- Waitinimsh, na Irish Bendu blizu Franklina.

## Povijest
Alfons Alvarz de Pinda bio je prvi bijelac koji je 1519. stigao u zemlju koju su nastanjivala plemena Chitimacha. Cijela ova grupa dobila je kolektivni naziv Chitimacha, a pripadali su joj Pántchpinunkansh ("thoroughly red people" ) ili Chitimacha, Chawasha i Washa i možda pleme Yagenechito. Sultzman smatra da je populacija ovih plemena mogla iznositi u domorodačko doba oko 20,000. Iberville je bio prvi koji 1699. s njima sklapa savez, no uskoro će 1706. jedan događaj znatno utjecati na njihovu buduću povijest. Jedna grupa Taensa Indijanaca na prijevaru je zarobila nekoliko Chitimacha, nakon čega su ovi za osvetu ubili misionara u Natchezu i nekoliko drugih Francuza koji su bili s njim u društvu. Uslijedio je rat između Čitimača s jedne strane i Francuza i njihovih saveznika s druge, koji se razvukao cijelih dvanaest godina, tamo do 1718. Mnogi Čitimače tijekom ovog rata završili su kao robovi u ranim danima kolonije Louisiane, i pleme je počelo da nestaje. Godine 1784. imali su tek još jedno naselje na Bayou La Fourche i dva na Teche. U devetnaestom stoljeću (1881.) preživjeli su živjeli još samo u selu blizu Charentona, na malenom području gdje se danas nalazi rezervat Chitimacha. Dr. A. S. Gatschet sa  'Bureau of American Ethnology'  sakupio je lingvistički materijal i nešto etnografskog materijala. -Nešto miješanih potomaka očuvalo se i danas.

## Život i običaji
Čitimače su stanovnici delte Mississippija (vidi  Arhivirana inačica izvorne stranice od 27. rujna 2007. (Wayback Machine)), teško prohodnog i močvarnog terena. Njihova kultura svakako pripada Jugoistoku. Imali su endogamni kastinski sistem, a poglavištvo se prenosilo preko ženske linije. Žena je u društvu Čitimača, što je tipično i za Irokeze i neke Algonquiance s atlantske obale, imala velik utjecaj u društvu. Brak je bio strogo monogaman. Oni su bili obožavaoci Sunca, prakticirali su deformaciju lubanje, kosu su nosili dugu, a lica, ruke i noge su tetovirali. 
Njihove nastambe nalik su plemenima s Jugoistoka, a napose su poznati po posebnom načinu pletenja košara (vidi  Arhivirana inačica izvorne stranice od 28. rujna 2007. (Wayback Machine)) tehnikom double weave, a koju poznaju i Cherokee (poznata je Ramona Lossie), Ibani, Vijetnamci, etc. Tehnikom duplog pletenja postižu se različiti dizajni na dva lica. 
Čitimače su se bavili uzgojem kukuruza, graha i tikava i obogaćivali svoju prehranu lovom na jelena i medvjeda. Sakupljali su razne vrste divljeg voća i hvatali mnoge vrste riba kojih ima po tamošnjim rijekama, jezerima i močvarama.
Pošto je zemlja Čitimača ispresijecana rijekama i šumovitim močvarama, kanui dubljeni u deblu (dugout canoes) glavno su prijevozno i transportno sredstvo ovog plemena. Kanu su dubili u deblu  čempresa, a u njega je moglo stati i preko 40 osoba. Ono što je nedostajalo i zemlji Chitimacha bio je kamen, nedostatak ovog prirodnog materijala za izradu oruđa i vršaka strijela, prisiljavao ih je da viškove svojih poljoprivrednih proizvoda mijenjaju za kamen svojim sjevernim susjedima, Indijancima Avoyel i drugima. Ono što nije često u Sjevernoj Americi, sjeverno od [Rio Grande], a Čitimače su imali, bila je puhaljka (serbatana), oružje Indijanaca iz kišne šume, rašireno u bazenu Amazone, te nekih sjevernijih skupina kao što su Quiché iz Gvatemale. Ona se sastoji od duge cijevi kroz koju se ispuhuju malene strelice (često puta otrovne) a služe za lov na ptice i manju divljač, a kao projektili znali su služiti kost ribe ili ljusaka s kože đingule (Belone Belone) poznate i kao igla jer su joj usta oblika poput igle.  –Osim što su imali puhaljku, Čitimače su se kao i njihovi rođaci Washe i Chawashe služili atl-atlom, naročitom praćkom za izbacivanje koplja. 
Klan kod Čitimača je totemski, imenovan po životinjama. Njihov klanski sistem, kakav nalazimo i kod Natcheza, imao je i dva posebna dijalekta po kojem su se razlikovali plemići od puka. U slučaju da se u ovoj strogoj endogamiji plemić ili plemkinja oženi ili uda za nekog pučanina, gubi svoj plemićki status.

## Vanjske poveznice
- Chitimacha  Arhivirana inačica izvorne stranice od 25. lipnja 2007. (Wayback Machine)
- Tribe Works to Keep Ancient Tradition Alive  Arhivirana inačica izvorne stranice od 27. rujna 2007. (Wayback Machine)
- Biloxi-Chitimacha Confederation of Muskogees